# اندیس دره گرمه
دره گرمه یک اندیس فلزی است که در حوالی شهر الیگودرز استان لرستان قرار دارد و مادهٔ معدنی موجود در آن، سرب و روی است.  